# Cervià de Ter

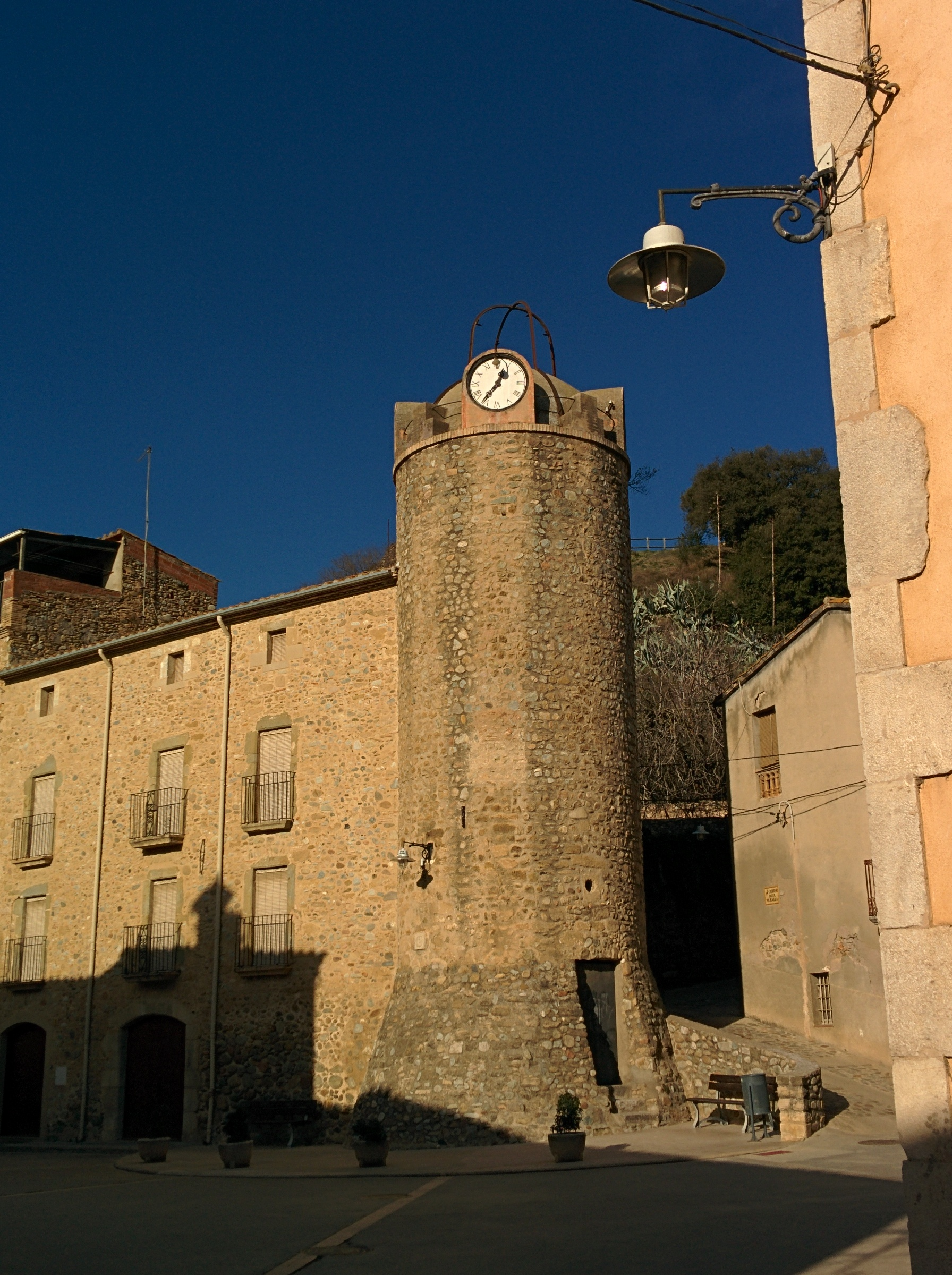
Torre de les Hores in Cervià de Ter

Cervià de Ter is een gemeente in de Spaanse provincie Girona in de regio Catalonië met een oppervlakte van 10 km². Cervià de Ter telt 916 inwoners (1 januari 2016).

## Demografische ontwikkeling
Bron: INE, 1857-2011: volkstellingen